# Спасская церковь (Полтава)
Спа́сская це́рковь — приходской православный храм Полтавской епархии Украинской православной церкви Московского патриархата, памятник архитектуры национального значения (охранный номер 578).

## История

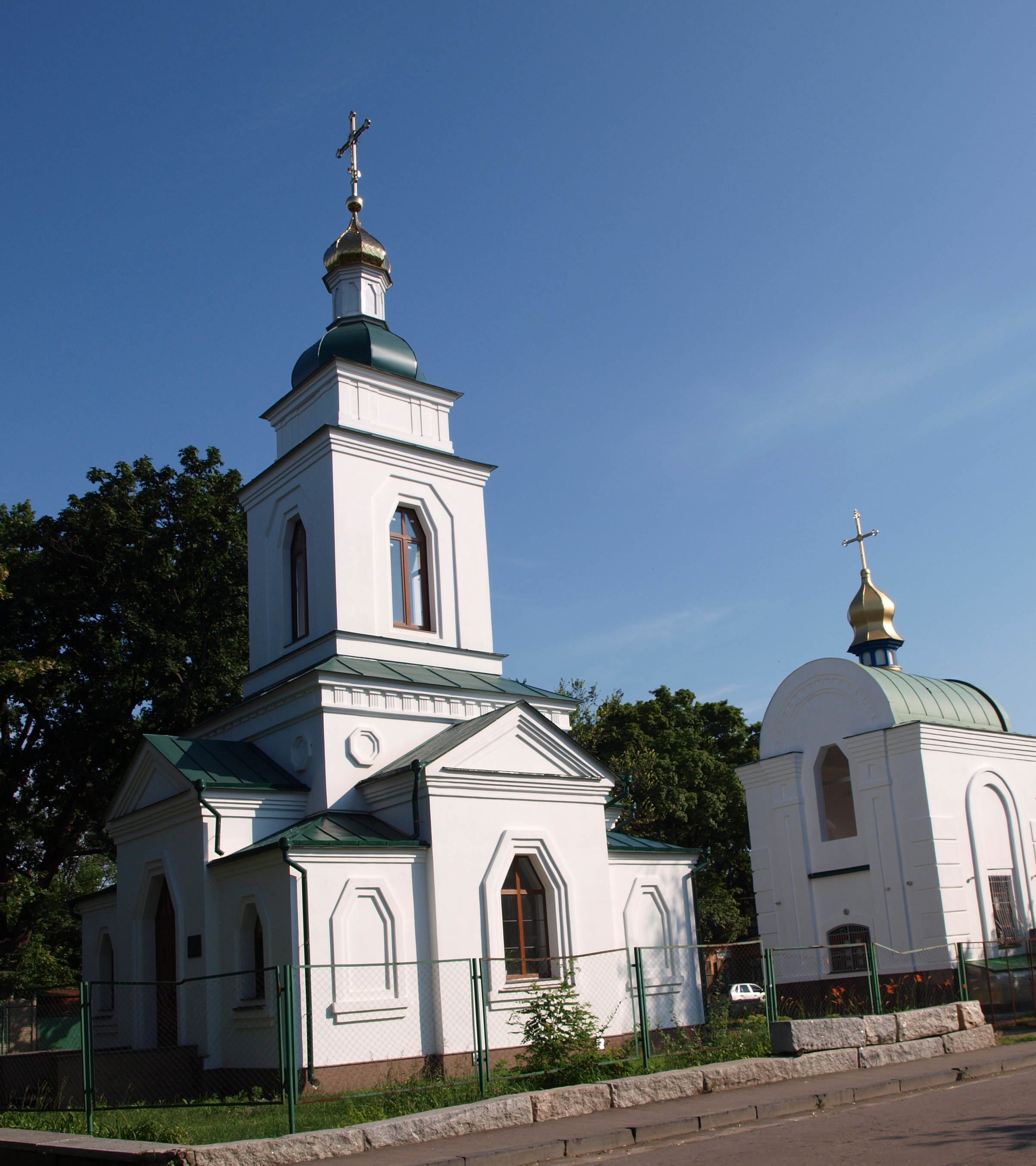
Колокольня и часовня Спасской церкви

Сохранившаяся постройка — часть деревянного Преображенского собора Полтавского Крестовоздвиженского монастыря. В 1695 году, после нападения татар на Полтавщину, в крепости сгорела церковь, и на её место в 1705 году был перенесён монастырский собор. После Полтавской битвы в Спасской церкви, по преданию, было проведено торжественное богослужение, на котором присутствовал Пётр I.
В 1810 году из-за ветхости собор был разобран. Остался лишь, с некоторыми изменениями, Спасский придел. Над ним в 1845 году по проекту харьковского архитектора Андрея Тона был сооружён каменный футляр, сохраняющий ценный исторический памятник от разрушений.
В 1847 рядом со Спасской церковью построили двухъярусную колокольню. В 1930-х годах она была разобрана. В 2009 году колокольня была восстановлена в прежнем виде и в том же году освящена. Построенная несколькими годами ранее не слишком похожая на оригинал колокольня используется как часовня.

## Архитектура
Спасская церковь — типичный образец древнерусского стиля. Сооружение прямоугольной формы в виде сруба, снаружи обшито досками. Это единственное на Полтавщине культовое сооружение с гонтовой крышей. Ширина церкви больше 10 метров, длина — 21 метр, высота до верха маковки — около 14 метров.